# Зульцбах-ан-дер-Мур
Зульцбах-ан-дер-Мур (нім. Sulzbach an der Murr) — громада в Німеччині, знаходиться в землі Баден-Вюртемберг. Підпорядковується адміністративному округу Штутгарт. Входить до складу району Ремс-Мур.
Площа — 40,11 км2. Населення становить 5330 ос. (станом на 31 грудня 2020).